# Siedlung Arnold-Knoblauch-Straße

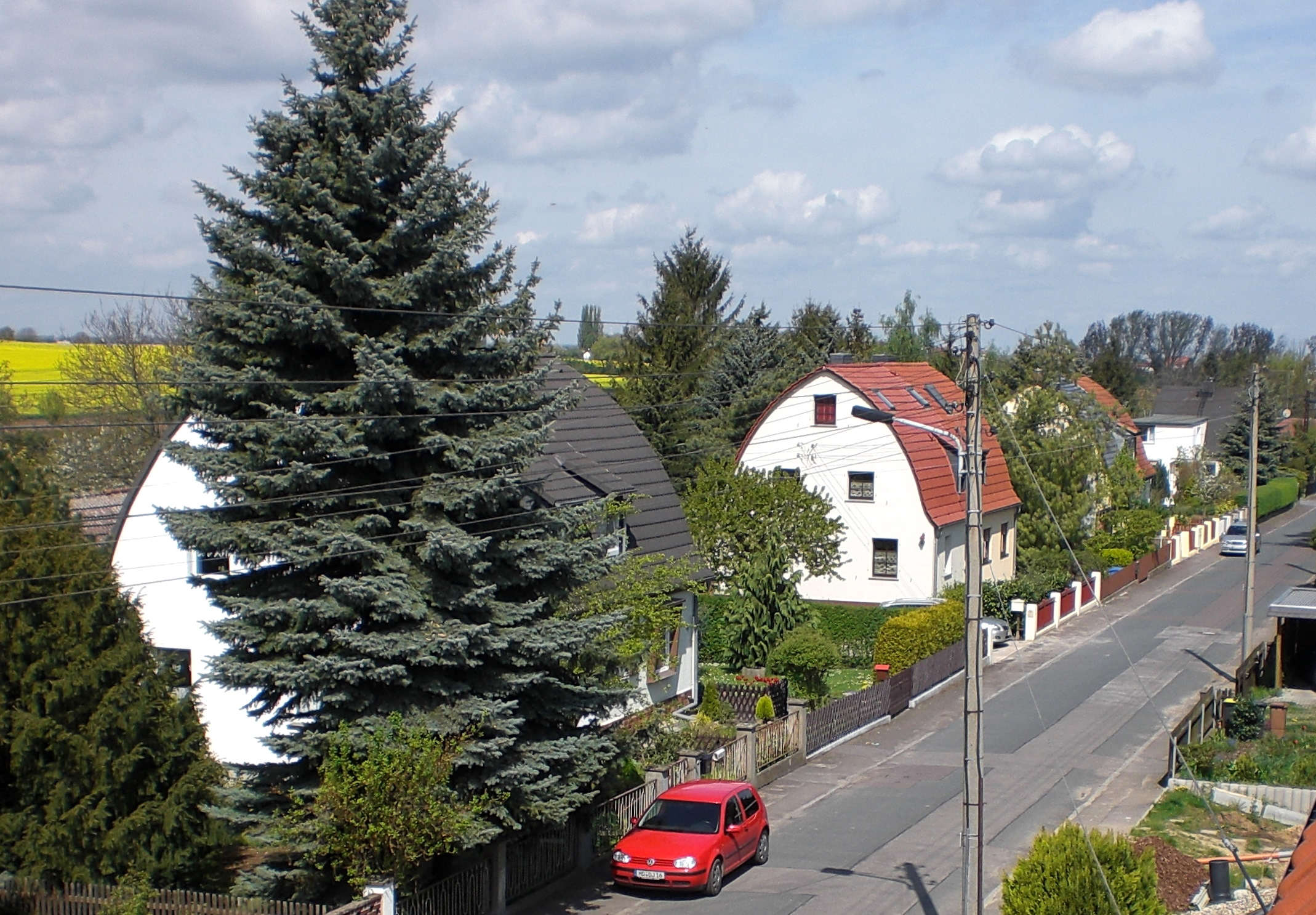
Blick auf den mittleren Teil des südlichen Abschnitts, 2008

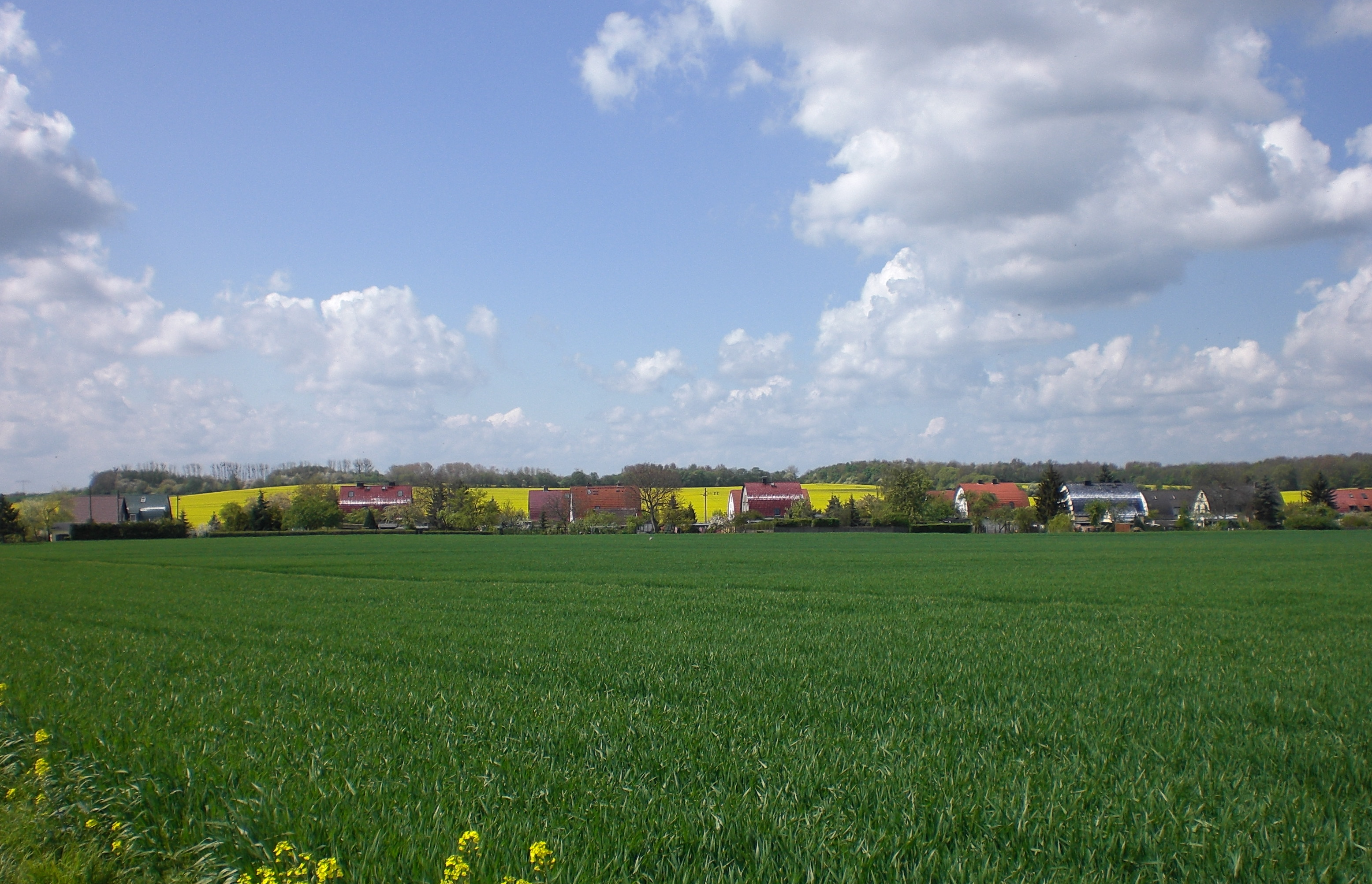
Blick von der Sohlener Straße aus in nordwestliche Richtung

Die Siedlung Arnold-Knoblauch-Straße ist eine Siedlung im südöstlichen Magdeburger Stadtteil Westerhüsen.

## Lage
Die Siedlung liegt von Feldern umgeben westlich der Ortslage Westerhüsens. Prägend für das Erscheinungsbild der kleinen aus Einfamilien- und Doppelhäusern bestehenden Wohnsiedlung ist der Einsatz von runden Zollingerdächern.
Die Anlage erstreckt sich von der südlich gelegenen Sohlener Straße nach Norden bis zur Einmündung auf die Welsleber Straße. Im nördlichen Teil wird der Straßenverlauf der Arnold-Knoblauch-Straße durch die kleine quer hierzu verlaufende Straße Netzfeld unterbrochen. Den nördlichsten Teil der Siedlung bilden einige Häuser an der Südseite der Welsleber Straße. 

## Geschichte

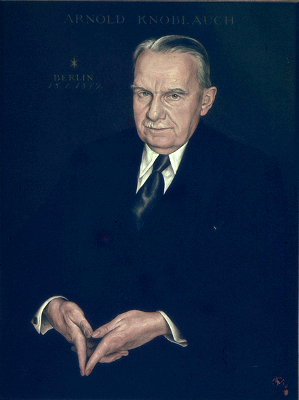
Arnold Knoblauch (gemalt von Werner Schramm, 1952)

Im August 1920 erbat die Siedlungsgenossenschaft Magdeburg-Südost von der Stadt Magdeburg die Möglichkeit der Bebauung des von der Genossenschaft erworbenen Grundstücks zwischen Sohlener und Welsleber Straße. Im Zeitraum von 1923 bis 1925 entstand dann die Siedlung weitgehend in ihrem heutigen Umfang. Da die Siedlung somit einige Jahre früher als die ab 1926 entstandene, östlich gelegene, größere Siedlung Westerhüsen gebaut wurde, wird im Volksmund zum Teil bis heute der Begriff Alte Siedlung verwandt.

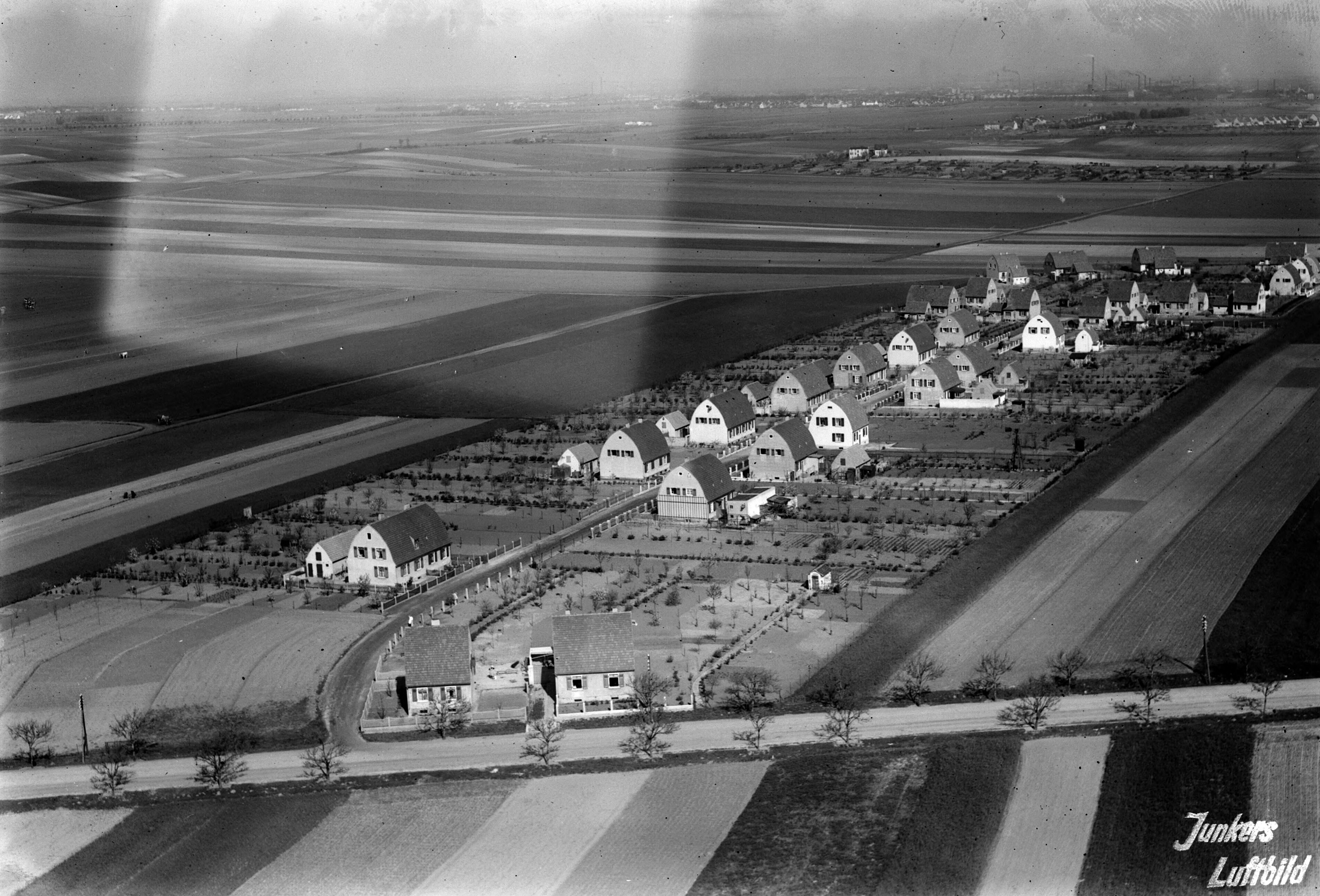
1927

Der Straßenname geht auf Arnold Knoblauch zurück, der von 1921 bis 1924 als Geschäftsführer der Mitteldeutschen Heimstätte Wohnungsfürsorgegesellschaft m.b.H. tätig war. Ihm zu Ehren wurde die Straße des ersten Bauabschnitts der Siedlungen in Westerhüsen von Anfang an und somit zu seinen Lebzeiten benannt. Die von ihm geführte Mitteldeutsche Heimstätte hatte die die Siedlung errichtende Siedlungsgenossenschaft Südost bei ihrem Bauvorhaben unterstützt. Der Name Netzfeld nimmt eine alte Flurbezeichnung auf, die der Acker östlich der Siedlung trägt. Diese Bezeichnung könnte sich von einer netzähnlichen Form, schmaler, nebeneinander liegender Äcker herleiten, die hier möglicherweise mal bestand.
Die ursprüngliche großräumliche Planung war davon ausgegangen, dass Magdeburg seine Einwohnerzahl auf circa 500.000 Einwohner verdoppelt und die städtische Bebauung letztlich bis zum deutlich weiter südlich gelegenen Schönebeck (Elbe) aufschließt. Die Bevölkerungszahl wuchs jedoch nicht in diesem Umfang. Darüber hinaus verschob sich die Entwicklung Magdeburgs durch die Entstehung neuer Industriegebiete im Norden der Stadt, dem dort entstandenen Hafen, Mittellandkanal und der Autobahn verstärkt in diesen Bereich. Pläne eines von Gerhard Gauger erarbeiteten Bebauungsplanes aus dem Jahr 1925, östlich des nördlichen Abschnitts der Siedlung einen Sportplatz zu errichten und die Feldflur östlich der Siedlung mit offener und geschlossener Bebauung, wobei auch Plätze und eine Kirche vorgesehen waren, zu bebauen, wurden nicht umgesetzt. Selbiges gilt auch für 1932 vorgelegte Bebauungsplanentwürfe, die Selbsthilfesiedlungen westlich der Siedlung und südlich der Siedlung Westerhüsen vorsahen. Die Siedlung konnte sich so ihre landschaftlich reizvolle Lage inmitten ländlich geprägter Umgebung in der Nähe der Höhenzüge Sohlener Berge, Wellenberge und Frohser Berg erhalten.
Im Jahr 1930 wurde die Siedlungsgenossenschaft Südost aufgelöst. Vermutlich war sie bereits zuvor im 1925 gegründeten Siedlungsverband Neue Heimat aufgegangen. Ziel der Gesellschaft war es wirtschaftlich schwächeren Familien günstigen und gesunden Wohnraum zur Verfügung zu stellen. Die Bevölkerung der Siedlung setzte sich aus genossenschaftlich engagierten Facharbeitern und Einwohnern Westerhüsens zusammen.
Die Grundstücke und Häuser wurden privates Eigentum der Nutzer. Die Straßen wurden zunächst als Privatstraßen geführt, gingen später jedoch in städtisches Eigentum über. Zwischen den Häusern Nummer 16 und 17 bestand ein Weg, über den man bis zur westlich parallel verlaufenden Welsleber Straße gelangte. Der Weg wurde jedoch in der Zeit der DDR aufgegeben. Auf der Südseite der Straße Netzfeld bestand eine öffentliche Grünfläche, welche jedoch seit Anfang des 21. Jahrhunderts nur noch privat genutzt wird.
Bei der Explosion bei Fahlberg-List im Jahr 1931 kamen zwei Bewohnerinnen der Arnold-Knoblauch-Straße ums Leben.

## Architektur

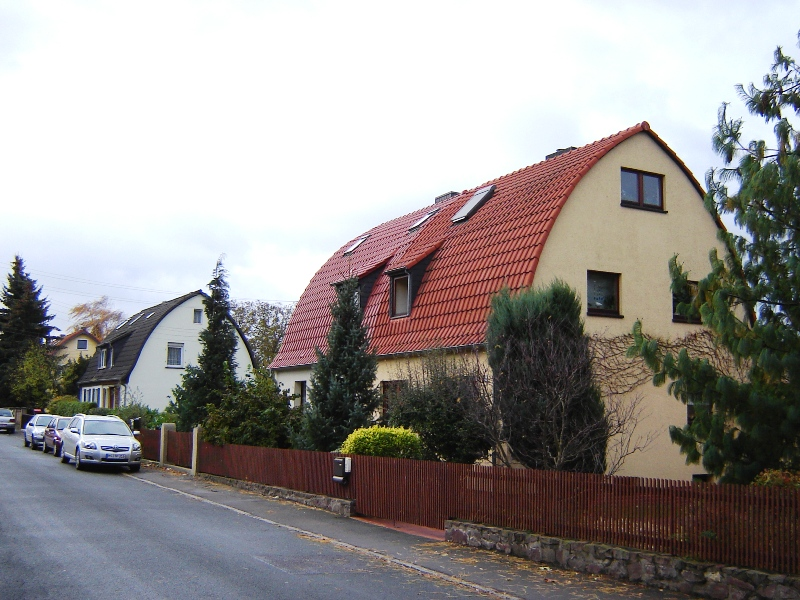
Häuser in der Arnold-Knoblauch-Straße, 2006

Während die Dächer als Zollingerdächer ausgeführt wurden, wurden die Fundamente, Kellerwände und Kellerdecken der meisten Häuser aus Kiesbeton im sogenannten Zollingerschen Schüttverfahren errichtet. Im Übrigen wurde traditionell gemauert, wobei die Arbeiten zu einem erheblichen Anteil durch Eigenleistung der Siedler erbracht wurden. Später wurden die Wände mit Kalkmörtel verputzt. Hintergrund der Nutzung der Zollingerdächer gerade in der wirtschaftlich schwierigen Zeit nach dem Ersten Weltkrieg war, dass durch diese Bauweise der Holzverbrauch um etwa 40 bis 50 % unter den sonst üblichen Mengen zurückblieb. Zur Ausformung des Daches waren jeweils nur kleine und verhältnismäßig kurze Hölzer erforderlich. Zugleich entstand ein stützenfreier Dachraum, der so besser genutzt werden konnte. Für die Dacheindeckung kam eine Biberschwanzkronendeckung zur Anwendung. Auf der Gartenseite der Häuser entstanden Stallgebäude, die ebenfalls über ein Zollingerdach verfügten. Ein Einfamilienhaus mit Stall kostete damals etwa 6.400 Reichsmark. Durch gestelltes Material, wohl vor allem der in der Nähe gewonnene Kies, und Selbsthilfe konnten davon etwa 1.600 Reichsmark eingespart werden. Durch das Betonschüttverfahren und das damit erforderliche Stampfen des Betons waren besondere Qualifikationen nicht erforderlich. Die Finanzierung erfolgte über Förderungen und eingetragene Hypotheken. Das vom Siedler aufzubringende Eigenkapital betrug 500 Reichsmark.

## Persönlichkeiten
In der Arnold-Knoblauch-Straße 13 lebte der langjährige Direktor der Westerhüsener Ingenieurschule für Chemie “Justus von Liebig” Rudolf Zernick (1929–1997). 